# Ostéo-onychodysplasie
 (août 2013).
 Mise en garde médicale

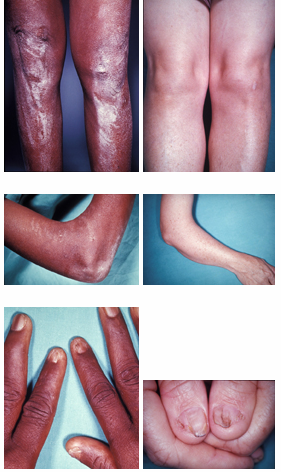
Onycho-ostéo-dysplasie

Le Nail-Patella syndrome, ou ostéo-onychodysplasie, est une maladie génétique qui se caractérise par l'atteinte des ongles, des genoux, des coudes et des ailes iliaques. 

- L'atteinte de l'ongle est la plus constante : ongle absent, peu développé ou dystrophique.
- La patella (autre nom de la rotule) peut être absente, petite ou de forme irrégulière.
- L'anomalie des coudes se manifeste par des limitations au mouvement.
- Les os iliaques sont déformés par la présence d'exostose.

Une protéinurie apparaît dans un tiers des cas pouvant aboutir à une insuffisance rénale chronique.

Un glaucome à angle ouvert fait partie de la description de ce syndrome.

## Autres noms
- Onycho-ostéo-dysplasie
- Syndrome de Turner-Kieser
- Maladie de Fong
- Syndrome HOOD

## Étiologie
Mutation du gène LMX1B (en) 602575 situé sur le chromosome 9

## Incidence et prévalence
Prévalence évaluée à 1 sur 50 000 mais probablement plus élevée. Cette pathologie atteint toutes les populations.

## Conseil génétique

### Mode de transmission
Transmission autosomique dominante